# Campionato Nazionale 1927-1928
La stagione 1927-1928 è stato il tredicesimo Campionato Nazionale, e ha visto campione l'Eishockeyclub St. Moritz.

## Gruppi

### Serie Est
| Davos 26 dicembre 1927 | Davos | 3 – 4 (d.t.s.) referto | St. Moritz |  |

### Serie Ovest
| Gstaad 1º gennaio 1928 | Rosey-Gstaad | 2 – 0 referto | Château-d'Œx |  |

## Finale
| 15 gennaio 1928 | St. Moritz | 5 – 0 (Forfait) referto |  |  |

L'EHC St. Moritz è dichiarato campione dalla Swiss Hockey League ppiché l'HC Rosey-Gstaad ha rinunciato a disputare la finale e la seconda classificata della Svizzera occidentale (HC Château-d'Oex) ha pure dato forfait.

## Verdetti
| Campionato Nazionale 1927-1928 | Campionato Nazionale 1927-1928 |
| ------------------------------ | ------------------------------ |
| Campionato Nazionale           | St. Moritz                     |

| Vincitori del Campionato Nazionale HC Davos | Portieri: Difensori: Attaccanti: Bibi Torriani Allenatore: |